# 赖纳·维迪希
赖纳·维迪希（德語：Rainer Würdig，1947年4月18日—），德国前男子手球运动员。他曾代表东德国家队参加1972年夏季奥林匹克运动会手球比赛，结果队伍获得第四名。